# 森林の一覧
森林の一覧（しんりんのいちらん）は各地の森林の一覧。種類別の森林については森林を参照。
五十音順で掲載。併記は別称（異表記）。

## アジア
日本については日本の森林一覧を参照。
- カジランガ国立公園の森林 - インド
- 神の杉の森 - レバノン
- 四川省のジャイアントパンダ保護区の森林 - 中国
- シンハラジャ森林保護区 - スリランカ
- スマトラの熱帯雨林 - インドネシア
- ドンパヤーイェン-カオヤイ森林地帯 - タイ
- マナス国立公園の森林 - インド

## ヨーロッパ
- 赤い森 - ウクライナ
- ウィーンの森 - オーストリア
- オーデンヴァルト - ドイツ
- オーバープファルツの森 - ドイツ、チェコ
- オルレアンの森 - フランス
- カルパティア山脈のブナ原生林 - スロバキア、ウクライナ
- コミの原生林 - ロシア
- コンピエーニュの森 - フランス
- シャーウッドの森 - イギリス
- シュヴァルツヴァルト - ドイツ
- テューリンゲンの森 - ドイツ
- ビャウォヴィエジャの森、ベロヴェーシの森、ベラルーシの森 - ポーランド、ベラルーシ
- フランケンヴァルト - ドイツ
- ベーマーの森、ボヘミアの森 - チェコ
- マデイラ島の照葉樹林 - ポルトガル
- ラインハルトの森 - ドイツ
- ランドの森 - フランス

## アフリカ
- アツィナナナの雨林 - マダガスカル
- オシュン＝オショグボの聖なる木立 - ナイジェリア
- ギシュワティ森林保護区 - ルワンダ
- ケニア山の自然林 - ケニア
- ミジケンダのカヤの聖なる森林群 - ケニア
- ムランジェ山森林保護区 - マラウイ

## 北アメリカ
- ギフォード・ピンショー国有林 - アメリカ
- マルール国有林 - アメリカ

## 南アメリカ
- アマゾン熱帯雨林 - ブラジル、他
- 大西洋岸森林 - ブラジル
  - コスタ・ド・デスコブリメントの大西洋岸森林保護区群
  - 大西洋岸森林南東部の保護区群
- ポマ森林歴史保護地区 - ペルー

## オセアニア
- オーストラリアのゴンドワナ多雨林群
- ワイポウア森林保護区 - ニュージーランド

## 関連一覧
- 山の一覧
- 森林公園